# Serrenti
Serrenti ist eine italienische Gemeinde (comune) mit 4506 Einwohnern (Stand 31. Dezember 2023) in der Provinz Medio Campidano auf Sardinien. Die Gemeinde liegt etwa 10 Kilometer südöstlich von Sanluri und etwa 21 Kilometer ostnordöstlich von Villacidro.

## Verkehr
Durch die Gemeinde führt die Strada Statale 131 di Carlo Felice von Nordsardinien kommend nach Cagliari. Gemeinsam mit der Nachbargemeinde Samassi besteht dort ein Bahnhof an der Bahnstrecke Cagliari–Golfo Aranci Marittima.